# 柴田一郎
柴田 一郎（しばた いちろう、1968年9月2日）は、日本のドラマー、ミュージシャンである。元ロックバンド・かかし、ゆらゆら帝国のドラマー。また、電子音楽家いちろうでもある。

## 人物
かかしのメンバーとして活動後、1997年にゆらゆら帝国に加入し1998年メジャーデビュー。皇居前でドラムの練習をしたため、右翼に拘束されたことがある。左利き。加入当初はサングラスをよくかけており、チャーリー・ワッツを踏襲したプレイスタイルだった。

## 音楽活動
ドラムはもちろん、かかし活動時は金管楽器も担当していた。ゆらゆら帝国と初期に親交があったマリア観音のライヴではテナーサックスで出演したこともある。

### 過去に参加していたバンド
- かかし
- ゆらゆら帝国

## 電子音楽家「いちろう」

### いちろうとなるまで
asa/o.n.o(tbhr)とのユニット「shigam」で一枚ミニアルバムを発表。その後ディジュなどを自己流に習得し、asaとライブなどをしていた。それまでは聞く側だったはずのテクノ、ドラムン、ブレイクビーツ、等々の影響により2007年末にPCに目覚めたという。その後Jar-BeatRecordが主催する、吉祥寺で月１回行われているイベント「噛ます犬ナイト」で現場経験を積み、知人の紹介で知り合ったnumb&saidrumにPCのイロハを叩き込まれたという(2009年時)。2011年2月17日に下北沢SHELTERにて執り行われた＜ELECTRONIC XXX VOL.1>を皮切りに“NUMB×ICHRO”として本格始動。対バンにKIRIHITO、THE BADGEを迎えた。

### いちろうとして
ゆらゆら帝国解散後にはScaperec,Tokyo（スケープレック東京）というレーベルから2012年に1stアルバム「Fly Electric」をリリースした。